# Sărăria, Cetatea Albă
Sărăria, întâlnit și sub denumirea Sariari (în ucraineană Жовтий Яр, transliterat: Jovtîi Iar) este un sat în comuna Divizia din raionul Cetatea Albă, regiunea Odesa, Ucraina. Are 772 locuitori, preponderent ucraineni.
Satul este situat la o altitudine de 2 metri, în partea centrală a raionului Tatarbunar, pe malul nordic al Lacului Martaza. Teritoriul localității este traversat de râul Sariari, care se varsă în lacul Caraceaus în dreptul satului Răileni. El se află la o distanță de 28 km est de centrul raional Tatarbunar.
Până în anul 1947 satul a purtat denumirea oficială de Sărăria (în ucraineană Сарьяры sau Сарария), în acel an el fiind redenumit Jovtii Iar. De această comună depind administrativ satele Marazli, Răileni, Sardinant și Tăriceni.

## Istoric
Prin Tratatul de pace de la București, semnat pe 16/28 mai 1812, între Imperiul Rus și Imperiul Otoman, la încheierea războiului ruso-turc din 1806 – 1812, Rusia a ocupat teritoriul de est al Moldovei dintre Prut și Nistru, pe care l-a alăturat Ținutului Hotin și Basarabiei/Bugeacului luate de la turci, denumind ansamblul Basarabia (în 1813) și transformându-l într-o gubernie împărțită în zece ținuturi (Hotin, Soroca, Bălți, Orhei, Lăpușna, Tighina, Cahul, Bolgrad, Chilia și Cetatea Albă, capitala guberniei fiind stabilită la Chișinău).
În urma Tratatului de la Paris din 1856, care încheia Războiul Crimeii (1853-1856), Rusia a retrocedat Moldovei o fâșie de pământ din sud-vestul Basarabiei (cunoscută sub denumirea de Cahul, Bolgrad și Ismail). În urma acestei pierderi teritoriale, Rusia nu a mai avut acces la gurile Dunării. În urma Unirii Moldovei cu Țara Românească din 1859, acest teritoriu a intrat în componența noului stat România (numit până în 1866 "Principatele Unite ale Valahiei și Moldovei").
Satul Sărăria a fost fondat în anii '60 ai secolului al XIX-lea de către țărani fără pământ din Basarabia. Mai târziu, în sat s-au stabilit și țărani iobagi ruși fugiți de pe moșiile din Rusia. În urma Tratatului de pace de la Berlin din 1878, România a fost constrânsă să cedeze Rusiei sudul Basarabiei. În 1891 a fost deschisă școala parohială.
În perioada de până la primul război mondial, s-au intensificat nemulțumirile țăranilor săraci cauzate de lipsa pământului. În noiembrie 1917, activiștii bolșevici au preluat conducerea în sat proclamând puterea sovietică. Țăranii, împreună cu soldații revoluționari, au confiscat terenurile moșierilor și le-au împărțit țăranilor săraci. Intervenția armatei române a dus la înăbușirea rebeliunii bolșevice și la pacificarea localității.
După Unirea Basarabiei cu România la 27 martie 1918, satul Sărăria a făcut parte din componența României, în Plasa Tuzla a județului Cetatea Albă. Pe atunci, majoritatea populației era formată din români, existând și comunități mare de ruși și de germani. La recensământul din 1930, s-a constatat că din cei 1.913 locuitori din sat, 1.105 erau români (57.76%), 597 ruși (31.21%), 197 germani (10.30%) și 14 evrei.
În perioada interbelică, satul s-a aflat în aria de interes a activiștilor bolșevici din URSS, aici existând un comitet revoluționar clandestin. Mai mulți săteni au participat la Răscoala de la Tatarbunar din septembrie 1924, organizată de bolșevicii din URSS. După înăbușirea revoltei, au fost arestați 13 săteni. În 1927, localnicul A. Ripcinski a fost arestat pentru distribuirea de manifeste comuniste. În 1935, 6 țărani s-au aflat pe lista întocmită de poliție cu persoanele suspectate de propagandă comunistă.
Ca urmare a Pactului Ribbentrop-Molotov (1939), Basarabia, Bucovina de Nord și Ținutul Herța au fost anexate de către URSS la 28 iunie 1940. După ce Basarabia a fost ocupată de sovietici, Stalin a dezmembrat-o în trei părți. Astfel, la 2 august 1940, a fost înființată RSS Moldovenească, iar părțile de sud (județele românești Cetatea Albă și Ismail) și de nord (județul Hotin) ale Basarabiei, precum și nordul Bucovinei și Ținutul Herța au fost alipite RSS Ucrainene. La 7 august 1940, a fost creată regiunea Ismail, formată din teritoriile aflate în sudul Basarabiei și care au fost alipite RSS Ucrainene . În anul 1940 a fost înființat primul colhoz.
În perioada 1941-1944, toate teritoriile anexate anterior de URSS au reintrat în componența României. Un număr de 232 localnici au luptat în cel de-al doilea război mondial, 137 dintre ei murind pe front. În 1942, militarii româno-germani l-au împușcat pe fostul președinte al Sovietului sătesc, I.G. Koșelnik, participant la Răscoala de la Tatarbunar. În anul 1944, cele trei teritorii au fost reocupate de către URSS și integrate în componența RSS Ucrainene, conform organizării teritoriale făcute de Stalin după anexarea din 1940, când Basarabia a fost ruptă în trei părți.
În anul 1947, autoritățile sovietice au schimbat denumirea oficială a satului din cea de Sărăria în cea de Jovtii Iar. În anul 1954, Regiunea Ismail a fost desființată, iar localitățile componente au fost incluse în Regiunea Odesa.
Începând din anul 1991, satul Sărăria face parte din raionul Tatarbunar al regiunii Odesa din cadrul Ucrainei independente. În prezent, satul are 772 locuitori, preponderent ucraineni.

## Economie
Locuitorii satului Sărăria se ocupă în principal cu agricultura.

## Demografie
Componența lingvistică a localității Jovtîi Iar
     Ucraineană (90,67%)
     Română (6,48%)
     Rusă (2,2%)
     Alte limbi (0,65%)
Conform recensământului din 2001, majoritatea populației localității Jovtîi Iar era vorbitoare de ucraineană (90,67%), existând în minoritate și vorbitori de română (6,48%) și rusă (2,2%).
1930: 1.913 (recensământ) 
2001: 772 (recensământ)

## Obiective turistice
- Monumentul lui Mihail Kalinin
- Monumentul eroilor sovietici din Marele Război pentru Apărarea Patriei